# Kiowa (Kolorado)
Kiowa – miasto w Stanach Zjednoczonych, w stanie Kolorado, siedziba administracyjna hrabstwa Elbert.